# Gina Prince-Bythewood
Gina Prince-Bythewood, nata Gina Maria Prince (New York, 10 giugno 1969), è una regista, sceneggiatrice e produttrice cinematografica statunitense.

## Biografia
Gina Prince-Bythewood è nata a Chicago, Illinois, ed è stata adottata da Bob Prince, un programmatore informatico, e Maria Prince, un'infermiera, quando aveva solo tre settimane di vita. Nel 1987 si è diplomata alla Pacific Grove High School e ha successivamente frequentato la scuola di cinema dell'UCLA, laureandosi nel 1991.
Ha iniziato la sua carriera come sceneggiatrice per diverse serie televisive negli anni '90, tra cui la serie antologica CBS Schoolbreak Special, per la quale è stata nominata per due Daytime Emmy Awards. Ha fatto il suo debutto come regista di lungometraggi con  Love & Basketball, prodotto da Spike Lee (2000), per il quale ha ricevuto un Independent Spirit Award. Il film, basato sulla sua vita personale e le sue esperienze, ha vinto numerosi premi ed è stato un successo al botteghino.
Nel 2020, ha diretto il film The Old Guard per Netflix. Nel 2021, è diventata co-Presidente del African American Steering Committee of the Directors Guild of America. Inoltre, ha annunciato che non dirigerà il sequel di The Old Guard ma rimarrà come produttrice.
Nel 2022 ha diretto il film epico della TriStar Pictures The Woman King, un film ispirato a eventi realmente accaduti nel regno di Dahomey, uno degli stati più potenti dell'Africa nei secoli XVIII e XIX. Ha anche diretto il primo episodio di Women of the Movement della ABC.

## Filmografia

### Regista

#### Cinema
- Damn Whitey (1997) - cortometraggio
- Bowl of Pork (1997) - cortometraggio
- Progress (1997) - cortometraggio
- Love & Basketball (2000)
- La vita segreta delle api (The Secret Life of Bees) (2008)
- Beyond the Lights - Trova la tua voce (Beyond the Lights) (2014)
- The Old Guard (2020)
- The Woman King (2022)

#### Televisione
- CBS Schoolbreak Special (1995) - serie TV, 1 episodio
- L'amore prima di tutto (Disappearing Acts) (2000) - film TV
- The Bernie Mac Show (2003) - serie TV, 1 episodio
- Girlfriends (2005), serie TV, 1 episodio
- Tutti odiano Chris (Everybody Hates Chris) (2005) - serie TV, 1 episodio
- Reflections (2007) - film TV

#### Videoclip musicali
- Stitches (2015)

## Riconoscimenti
- BAFTA
  - 2023- Candidatura al miglior regista per The Woman King
- Black Reel Awards
  - 2001- Miglior regista per Love & Basketball
  - 2001- Candidatura alla miglior sceneggiatura adattata o originale per Love & Basketball
  - 2001- Candidatura al miglior regista in una miniserie o film per la televisione per Disappearing Acts
  - 2008- Miglior regia per La vita segreta delle api
  - 2008- Miglior sceneggiatura adattata o originale per La vita segreta delle api
  - 2015- Candidatura al miglior regista per Beyond the Lights
  - 2015- Candidatura al miglior film per Beyond the Lights
  - 2023- Miglior regista per The Woman King
- Critic's Choice Awards
  - 2023- Candidatura al miglior regista per The Woman King
- Daytime Emmy Awards
  - 1996- Candidatura per la miglior regia di una serie per bambini per CBS Schoolbreak Special
  - 1996- Candidatura alla miglior scrittura di una serie per bambini per CBS Schoolbreak Special
- Independent Spirit Awards
  - 2001- Candidatura alla miglior opera prima per Love & Basketball
  - 2001- Miglior sceneggiatura originale per Love & Basketball
- NAACP Image Awards
  - 2008- Miglior regia in un film per La vita segreta delle api
  - 2008- Candidatura alla miglior scrittura in un film per La vita segreta delle api
  - 2015 Candidatura al miglior film per Beyond the Lights
  - 2021- Miglior regia in un film per The Old Guard
  - 2023- Miglior regia in un film per The Woman King
  - 2023 - Candidatura alla miglior regia in una serie drammatica per Women of the Movement